# Phönix Durmersheim
Der FC Phönix 06 Durmersheim e.V. ist ein deutscher Fußballverein mit Sitz in der baden-württembergischen Gemeinde Durmersheim im Landkreis Rastatt.

## Geschichte
Der heutige Verein wurde im Jahr 1906 gegründet. Als Teilnehmer an der Kreisliga Murg qualifizierte sich der Verein für die nach der Machtübernahme der Nationalsozialisten 1933 eingerichteten zweitklassigen Fußball-Bezirksklasse Mittelbaden. In dieser Spielklasse konnte sich Durmersheim bis zum Abstieg 1938/39 halten.

### Nachkriegszeit
Nach dem Ende des Krieges trat die erste Mannschaft zur Saison 1946/47 in der Kreisliga an wo man den zweiten Platz erreichen konnte. Erst nach zwei weiteren Spielzeiten, nach denen man ebenfalls auf dem zweiten Platz landete, gelang dann auch schließlich nach der Saison 1948/49 der Aufstieg in die Bezirksliga. Von dort aus ging es mit dem Meistertitel aber direkt weiter nach oben in die 2. Amateurliga. Die Saison 1950/51 beendete die Mannschaft dann auf dem siebten Platz. Diese Klasse konnte dann auch stets gehalten werden, nach einem 11. Platz in der Saison 1960/61 gelang dann eine Saison später überraschenderweise die Meisterschaft und sogar der Aufstieg in die 1. Amateurliga.
Die erste Saison schloss die Mannschaft dann mit 27:33 Punkten auf dem 11. Platz ab, in den folgenden zwei Spielzeiten kam man dann aber auch nie über einen zweistelligen Tabellenplatz hinaus. Bedingt durch 19:41 Punkten über den 16. Platz musste die Mannschaft darum dann nach der Spielzeit 1964/65 auch wieder in die 2. Amateurliga absteigen. Zwar schaffte die Mannschaft zur Saison 1966/67 noch einmal den Wiederaufstieg, musste in derselben Saison jedoch direkt als Vorletzter mit 23:37 Punkten wieder absteigen.

### Zeit in der Verbands- und Landesliga
In den folgenden Jahren konnte man stets die Klasse halten konnte jedoch nie die Meisterschaft feiern. Diese Zeit konnte dann nach der Saison 1978/79 erfolgreich beendet werden, indem die Mannschaft mit der Meisterschaft in die neue Verbandsliga aufsteigen durfte. Die Saison 1979/80 konnte die Mannschaft dann auf dem fünften Platz abschließen. Wirklich weit nach vorne kam man in dieser Liga dann jedoch auch nie und der neunte Platz war in der Folgezeit das Höchstmaß. Nach der Saison 1984/85 ging es dann mit 16. Platz hinunter in die Landesliga. Zur nächsten Saison ging es dann sogar noch weiter hinunter in die Bezirksliga. Die Saison 1987/88 beendete dann mit dem 12. Platz erst einmal den freien Fall.
Direkt nach der nächsten Saison gelang dann aber wieder die Meisterschaft und die Mannschaft kehrte in die Landesliga zurück. Dort konnte man sich bis zur Saison 1998/99 wieder halten. Nach mehreren zweistelligen Plätzen musste man nach dieser Saison über den 16. Platz in die Bezirksliga absteigen. Dort landete die Mannschaft direkt auch auf dem 18. Platz und musste ein weiteres Mal runter, diesmal in die Kreisliga A. Mit dem zweiten Platz ging es dann aber gleich wieder zurück in die Bezirksliga. Nach der Saison 2003/04 ging es aber erneut wieder hinunter in die Kreisliga A.

### Kurzzeitige Rückkehr in die Landesliga und Absturz
In der Kreisliga A sollte der Verein dann bis zur Saison 2010/11 verweilen. In dieser gelang dann schließlich mit der Meisterschaft wieder der Aufstieg in die Bezirksliga. In dieser Spielklasse gelang dann in der Saison 2014/15 auch wieder die Meisterschaft und die Mannschaft kehrte somit in die Landesliga zurück. Mit einem 14. und einem 16. Platz nach der Saison 2016/17 war dann dort auch wieder schnell Schluss und der Verein musste wieder in die Bezirksliga absteigen. Mit 16 Punkten ging es dann dort aber auch direkt weiter über den 16. Platz hinunter in die Kreisliga A. Aber auch hier sollte der Niedergang schließlich nicht zu Ende sein. Mit 13 Punkten ging es erneut hinunter, diesmal in die Kreisliga B. Nach der durch die COVID-19-Pandemie vorzeitig beendete Saison 2019/20 durfte der Verein dann über den 6. Platz wieder aufsteigen.